# Adolf Findeisen

Adolf Findeisen, 1920

Adolf Findeisen (* 12. Mai 1859 in Grießbach; † 9. Oktober 1942 in Plauen) war ein deutscher Politiker (DVP).

## Leben und Wirken
Nach dem Besuch der Dorfschule und einer Selekta des Gymnasiums absolvierte Findeisen eine kaufmännische Ausbildung in einem Kolonialwarengeschäft. Anschließend war er siebzehn Jahre im Zeitungswesen tätig. 1897 ließ Findeisen sich als Ladenbesitzer in Plauen nieder. In den Jahren 1903 bis 1911 amtierte Findeisen als Stadtverordneter, dann von 1912 bis Anfang 1920 als unbesoldetes Stadtratsmitglied in Plauen. Daneben stand er dem Verband der Handelsschutz- und Rabattsparvereine Deutschlands als Vorsitzender vor.
Nach dem Ersten Weltkrieg trat Findeisen in die Deutsche Volkspartei (DVP) ein. Von Juni 1920 bis September 1930 gehörte er, mit einer kurzen Unterbrechung von Mai bis Dezember 1924 während der 2. Wahlperiode der Weimarer Republik, drei Legislaturperioden lang dem deutschen Reichstag als Vertreter des Wahlkreises 33 beziehungsweise (nach einer Neudurchnummerierung der Wahlkreise) 30 (Chemnitz-Zwickau) an. Im Parlament war er unter anderem Mitglied des Haushaltsausschusses.